# Юшкевич, Евгений Павлович
Евгений Павлович Юшкевич (1915—2001) — советский государственный деятель, начальник Белорусской железной дороги (1969—1980)

## Биография
Родился 15 сентября 1915 году в Гомеле в семье железнодорожников.
С 1932 года после окончания курсов поездных диспетчеров при Оршанском эксплуатационном техникуме Министерства путей сообщения СССР был назначен на Московско-Брестскую железную дорогу в качестве поездного диспетчера Оршанского отделения службы движения. С 1934 по 1937 год — начальник станции Лепель. 
С 1937 по 1940 год — заместитель начальника и с 1940 по 1941 год — начальник станции Орша-Центральная, в период начала Великой Отечественной войны занимался эвакуацией станции в Вязьму. С 1941 по 1943 год — заместитель начальника отдела перевозок оборонных грузов ЦД НКИС. С 1943 по 1944 год работал в Москве в аппарате Уполномоченного путей сообщений Западного фронта и в  Военно-эксплуатационном управлении Московского железнодорожного узла. С 1944 по 1950 год — руководитель Оршанского отделения движения Западной железной дороги. С 1950 года находился в КНР в качестве главного инженера Управления движения Министерства железнодорожного транспорта Китая.
С 1951 по 1957 — заместитель начальника, с 1957 по 1969 год — первый заместитель начальника, и с 1969 по 1980 год — начальник Белорусской железной дороги. В 1971 году Указом Президиума Верховного Совета СССР Белорусская железная дорога под его руководством была награждена орденом Ленина. Период правления Е. П. Юшкевича этой дорогой 
называют «эрой Юшкевича». Одновременно с основной работой он занимался и педагогической деятельностью в Белорусском институте инженеров железнодорожного транспорта в качестве преподавателя и доцента. Е. П. Юшкевич занимался и общественно-политической деятельностью являясь членом ЦК КПБ, депутатом Верховного Совета Белорусской ССР 8-го и 9-го созывов и делегатом XXIV съезда КПСС
После выхода на пенсию в 1980 году возглавлял Совет дороги и Совет ветеранов Белорусской железной дороги.
Умер 17 сентября  2001 года.

## Награды
- два ордена Ленина
- Орден Октябрьской революции
- Орден Отечественной войны II степени
- два ордена Трудового Красного Знамени
- Орден Красной Звезды
- Орден Знак Почёта
- Медаль «За трудовую доблесть»
- Заслуженный работник транспорта Белорусской ССР[1][2]